# Велизар Емануилов
Велизар Емануилов е български актьор, известен с ролите си в театъра и дублажа.

## Биография
Емануилов е роден на 22 март 1994 г. в град Оряхово, област Враца.
През 2019 г. завършва НАТФИЗ „Кръстьо Сарафов“ със специалност „Актьорско майсторство за драматичен театър“ при д-р Атанас Атанасов.
Играл е в театри като Драматичен театър „Стоян Бъчваров“ в град Варна и Родопският драматичен театър „Николай Хайтов“ във град Смолян.

## Кариера на озвучаващ актьор
Емануилов се занимава с озвучаване на филми и сериали и взима участия в дублажните студия „Про Филмс“, „Доли Медия Студио“ и „Медиа Линк“.

## Роли в дублажа

### Войсоувър дублаж
1. „Булката труп“, 2025
2. „Дядо Коледа и вълшебните книжки“, 2024
3. „Дядо Коледа и вълшебният прашец“, 2024
4. „Закрилникът“, 2025
5. „Окупацията 2“, 2024
6. „Пегас - понито с прекършено крило“
7. „Принцът на Египет“ (дублаж на Доли Медия Студио) – Хотеп и Арон, 2025
8. „Стюарт Литъл 2“ (дублаж на Доли Медия Студио), 2025
9. „Тъмно огледало“
10. „Фантастични животни: Престъпленията на Гринделвалд“ (дублаж на Доли Медия Студио), 2024
11. „Хотел Трансилвания 2“ (дублаж на Доли Медия Студио), 2024

### Нахсинхронен дублаж
1. „Батуийлс“ – Бам, 2023
2. „Ловци на работа“ – Ти Ай, 2021
3. „Рагтайм“ – Чарли Принц

## Награди
- 2024 – Награда за Поддържаща мъжка роля за ролята на Готвача Жакоб в постановката „Клетка за пеперуди“ от фестивала „Театър, обичам те“[4]